# Vladimir Bezsmertny
Vladimir Vasilyevich Bezsmertny (en russe : Влади́мир Васи́льевич Безсме́ртный), né le 6 mai 1912 à Bakou et mort en 2002 à Moscou, est un géologue, minéralogiste, pétrographe et pétrologue soviétique et russe, candidat aux sciences géologiques et minéralogiques, spécialiste dans le domaine des gisements de minerai, professeur agrégé à l'Institut pédagogique de Moscou:183.
En 1978, Vladimir Bezsmertny est l'un des auteurs de la découverte d'un autre nouveau minéral, la bilibinskite. Quatre ans plus tard, ce minéral devient le minéral titre d'un nouveau groupe de tellurures polymétalliques appelé groupe bilibinskite.
En 1979, en l'honneur de Vladimir Bezsmertny et de son épouse Marianna Bezsmertnaya (1915-1991), un nouveau minéral découvert au Kamtchatka, est nommé d'après leur nom, la bezsmertnovite. Il s'agit d'un plumbotellurure complexe d'or, de cuivre, de fer et d'argent, l'éclat de la couleur surpasse même l'or:113.
En 1937-1944, Vladimir Bezsmertny connaît l'académicien Vernadski et entretient avec lui une correspondance confidentielle, publiée en 2019. En 1981, Vladimir Bezsmertny écrit des mémoires sur sa communication avec Vernadsky:183-226.

## Publications
- E. Spiridonov, M. Bezsmertnaya, T. Chvileva et V. Bezsmertny, « Bilibinskite, Au3Cu2PbTe2, un nouveau gisement minéral d'or et de tellurure. », International Geology Review, vol. 21,‎ 1979, p. 1411-1415.